# Ялина сибірська
Ялина сибірська (Picea obovata) — вид хвойних дерев родини соснові (Pinaceae).

## Класифікація
Вид поширений у Північній Європі та Північній Азії від Норвегії до Магаданської області.

## Опис
Дерево першої величини, що досягає 35 м, вічнозелена, однодомна, анемофільна (вітрозапилювана) рослина. Ялина сибірська за морфологічними і біологічними особливостями близька до ялини звичайної. Відрізняється від неї коротшою хвоєю (0,7–2 см) і короткими шишками (5–8 см).
Хвоя чотиригранна, колюча. Тривалість життя хвої 7–9 років, до пагонів прикріплюється на особливих виростах кори — листових подушечках, добре помітних після її відпадання. Цією морфологічною ознакою пагони ялини добре відрізняються від пагонів ялиці. Кора темно-сіра або майже чорна, зморшкувата.
Коренева система поверхнева, через що ялина часто потерпає через вітроповал. Тільки на пухких, легких і добре дренованих ґрунтах утворює глибоко розташовану кореневу систему з масою якірних коренів. На таких ґрунтах ялина стає цілком вітростійкою.
Розмножується насінням. Цвісти починає в різних районах Сибіру з середини травня до початку червня. Плодоносити починає з 30–50 річного віку, насіннєві роки повторюються через 4–6 років. Жіночі суцвіття червонуваті, більші, ніж у сосни, чоловічі дрібніші, цвіте в травні-червні. Шишки довгасті, розташовані на кінцях торішніх пагонів переважно верхніх гілок, звішуються вниз, не розпадаються після дозрівання. Насіння дозріває до жовтня, але випадання насіння зазвичай починається в другій половині зими. Насіння крилате, довжина крильця 10–13 мм, поширюються за допомогою вітру. Ще більшого розповсюдження насінню сприяє сніг, який до часу їхнього випадіння з шишок зазвичай підтаює, утворюючи тверду зледенілу поверхню (наст). По насту, легке ялинове насіння, розносяться вітром на дуже великі відстані, до 8–10 км. Схожість насіння ялини зберігає протягом декількох років. Проростає насіння швидко. Сходи мають 7–10 серповидо зігнутих, тригранних сім'ядолей, які зберігаються протягом 2–3 років. У перші два роки хвоя плоска. Пазушні бруньки, що з'являються у перший та другий рік, не розпускаються і залишаються сплячими. Тільки на 3–4 рік у молодих ялинок з'являються бічні пагони, які починають галузитися. Крім насіннєвого розмноження, в літературних джерелах, іноді згадується здатність ялинки до вкорінення нижніх гілок.
Зростання ялинки у перші роки (до п'яти років) дуже повільне. У перший рік ялина виростає всього до 4–5 см, до десяти років сягає не більше 1–2 м. Після 10-річного віку, за сприятливих умов, дає значні прирости, що іноді досягають одного метра на рік. На відновленні негативно позначається задерніння ґрунту злаками та періодичні лісові пожежі, які особливо згубні саме для цієї хвойної породи через її поверхневу кореневу систему, тонку кору і низько опущеною кроною. Ялина помірно вимоглива до родючості та вологості ґрунтів (мезофіт, мезотроф), за цими показниками перевершує сосну звичайну. Дуже тіневитривала.

## Місцезростання
Найчастіше утворює чисті насадження поблизу струмків і річок. На більшій частині ареалу зростає одиничними екземплярами в ялицевих і кедрових лісах, іноді в лісах річкових заплав, утворених листяними породами або модриною. У західній частині ареалу зростає з сосною звичайною, березою і осикою. У гори найбільш високо підіймається на півдні Туви (до 2100 м).

## Значення
З деревини ялини сибірської можна зробити все, що взагалі можна зробити з деревини: від механічних конструкцій до спирту, гуми і штучного волокна. Ялина дає найкращу сировину для паперової промисловості. Завдяки особливій анатомічній будові, деревина незамінна при виготовленні частин музичних інструментів, що резонують. Кора ялини містить до 12% танідів, які використовуються при виправці шкіри. Смолу (живицю) використовують при виробництві каніфолі, скипидару та ароматичних речовин типу ладану. З хвої виготовляють борошно, вітамінізований корм для худоби та птиці, хлорофіллокаротинову пасту для парфумерної та фармацевтичної промисловості, вітамінні настойки, що застосовують у народній медицині. Іноді в народній медицині застосовують навіть ялинові шишки, настій з яких разом з настоєм з хвої використовують для ванн. Крім того, деякі препарати, що одержують з ялинкової хвої, використовують у науковій медицині.